# Modernizacja gospodarstwa rolnego
Modernizacja gospodarstwa rolnego – działanie zawarte w programie rozwoju obszarów wiejskich mające na celu wyposażenie gospodarstw rolnych w techniczne i trwałe środki produkcji rolnej. Działanie wchodziło w zakres II filaru WPR i w latach 2000–2006, wspierane było w ramach Sekcji Orientacji Europejskiego Funduszu Orientacji i Gwarancji Rolnej. W kolejnych dwóch perspektywach finansowych obejmujących lata 2007–2013 oraz 2014–2020 działanie wspierane było z Europejskiego Funduszu Rolnego na rzecz Rozwoju Obszarów Wiejskich.

## Regulacje europejskie w zakresie modernizacji gospodarstw rolnych
W rozporządzeniu Rady (WE) z 1999 r. w sprawie wsparcia rozwoju obszarów działanie związane z modernizacją gospodarstw rolnych funkcjonowało pod nazwą „Inwestowanie w gospodarstwa rolne”.
Wsparcie inwestycji w gospodarstwach rolnych miało służyć wzrostowi dochodów z rolnictwa oraz poprawie warunków życia, pracy i produkcji na obszarach wiejskich.
Wpieranie działania związanego z inwestowaniem w gospodarstwa rolne mogła dokonywać pod warunkiem realizacji co najmniej jednego z następujących celów:
- zmniejszenie kosztów produkcji;
- poprawa i przebazowanie produkcji;
- poprawa jakości;
- zachowanie i poprawa środowiska naturalnego, warunków higienicznych oraz warunków utrzymania zwierząt;
- wspieranie zróżnicowania działalności gospodarstwach rolnych.

Wsparcie inwestycji było udzielane gospodarstwom rolnym w następujących warunkach:
- których rentowność można było zwiększyć (wykazać);
- które spełniają minimalne normy dotyczące środowiska, higieny i warunków utrzymania zwierząt;
- kiedy rolnik posiadał odpowiednią wiedzę i umiejętności zawodowe.

Całkowita kwota wsparcia jakie ustalały państwa członkowskie, wyrażona była w procentach wielkości kwalifikującej się inwestycji. Działania podejmowane na obszarach o mniej korzystnych warunkach gospodarowania była ograniczona do maksymalnie 40% lub 50% kosztów inwestycji. W przypadku młodych rolników wielkość wsparcia mogła osiągnąć najwyżej 45% lub 55% kosztów inwestycji.

## Modernizacja gospodarstw rolnych w świetle PROW 2007–2013
W rozporządzeniu Rady (WE) z 2005 r. w sprawie rozwoju obszarów wiejskich działanie związane z modernizacją gospodarstw rolnych wchodziło w skład pierwszej osi priorytetowej „Poprawa konkurencyjności sektora rolnego i leśnego”.
Wsparcie związane z modernizacją gospodarstw rolnych zachodziło w sytuacji gdy:
- poprawiano ogólne wyniki gospodarstwa rolnego;
- spełniano normy wspólnotowe mające zastosowanie do danej inwestycji.

W przypadku inwestycji dokonywanych w celu dostosowania do norm wspólnotowych wsparcie udzielone było jedynie tym inwestycjom, które były dokonywane w celu dostosowania do nowo wprowadzonych norm wspólnotowych.
W przypadku młodych rolników wsparcie było udzielane po spełnienie obowiązujących norm wspólnotowych, które określone zostały w planie biznesowym.
Wsparcie ograniczone zostało do maksymalnej stawki wynoszącej od 40% do 75% kwoty kwalifikującej się inwestycji ponoszonej przez rolnika lub przez młodego rolnika.

## Modernizacja gospodarstw rolnych w świetle PROW 2014–2020
W rozporządzeniu Parlamentu Europejskiego i Rady (UE) z 2013 r. w sprawie rozwoju obszarów wiejskich działanie związane z modernizacją obszarów wiejskich wchodziły w typ operacji pod nazwą „Inwestycje w środki trwałe”.
Celem działania związanego z modernizacją gospodarstw rolnych było:
- poprawa ogólnej wydajności i zrównoważenie gospodarstwa rolnego;
- wsparcie efektywności funkcjonowania sektora rolnego, poprzez lepsze wykorzystanie czynników produkcji;
- wprowadzenie nowych technologii produkcji;
- poprawy jakości produkcji;
- dalsze różnicowanie działalności rolniczej;
- zwiększenie uczestnictwa rolników w rynku;
- zharmonizowanie warunków produkcji rolnej z wymogami dotyczącymi ochrony środowiska naturalnego, higieny produkcji oraz warunków utrzymania zwierząt.

W warunkach polskich do działania związanego z modernizacją gospodarstw rolnych wprowadzono pojęcie obszary działania. Wyodrębniono następujące obszary działania:
- w obszarze „A” pomoc dotyczyła inwestycji związanych z rozwojem produkcji prosiąt;
- w obszarze „B” inwestycje dotyczyły rozwoju produkcji mleka krowiego;
- w obszarze „C” pomoc związana była z rozwojem produkcji bydła mięsnego;
- w obszarze „D” pomoc dotyczyła innych operacji związanych z racjonalizacją technologii produkcji, wprowadzeniem innowacji, zmianą profilu produkcji, zwiększeniem skali produkcji, poprawą jakości produkcji lub zwiększeniem wartości dodanej produktu;
- w obszarze „E” pomoc związana była z nawodnieniem w gospodarstwach rolnych (od 2019 r.).

Wsparcie udzielano było rolnikom, młodym rolnikom i grupom rolników w wysokości od 40% do 75% kwoty kwalifikującej się inwestycji w zależności od regionów i od obszarów słabiej rozwiniętych.